# Kamenín
Kamenín (in ungherese Kéménd) è un comune della Slovacchia facente parte del distretto di Nové Zámky, nella regione di Nitra.